# Trypetisoma ballinae
Trypetisoma ballinae är en tvåvingeart som beskrevs av Kim 1994. Trypetisoma ballinae ingår i släktet Trypetisoma och familjen lövflugor. Inga underarter finns listade i Catalogue of Life.